# Гейл, Зона
Зона Гейл (англ. Zona Gale; 26 августа 1874, Портидж, Висконсин — 27 декабря 1938, Чикаго) — американская писательница, драматург, поэтесса и эссеист.

## Биография и творчество
Зона Гейл родилась 26 августа 1874 года в Портидже (штат Висконсин). Её родителями были Чарльз Франклин и Элиза Гейл. С ранних лет она хотела быть писательницей. В 1895 году закончила Висконсинский университет и на протяжении шести лет сотрудничала в качестве репортёра с Evening Wisconsin и Milwaukee Journal. В 1899 году получила степень магистра в области литературы.
В 1901 году Зона Гейл переехала в Нью-Йорк и стала работать в газете Evening World. В 1903 году она опубликовала свой первый рассказ. В 1905 году начала писать серию рассказов, действие которых происходило в Френдшип-Вилладж (Friendship Village): вымышленном городке, имевшем черты её родного Портиджа. Эти рассказы имели большой успех. В 1906 году вышел её первый роман, «Romance Island», за которым последовали другие романы и рассказы, объединённые всё тем же местом действия. Полученная в 1911 году литературная премия от Delineator magazine позволила писательнице вернуться в Портидж и в дальнейшем жить там.
В 1915 году вышел её антивоенный роман «Heart’s Kindred». Роман, опубликованный в 1917 году, «A Daughter of the Morning», повествовал о работающих женщинах и условиях их труда. Одобрительные отзывы критики получил роман «Miss Lulu Bett» (1920). В 1921 году Зона Гейл написала по роману пьесу, за которую получила Пулитцеровскую премию. Последующие произведения Гейл включали романы, стихотворения, рассказы, пьесы и биографии. На протяжении её писательской карьеры её творчество эволюционировало от сентиментализма к реализму и затем мистицизму.
Помимо писательской деятельности, Зона Гейл была политическим и социальным активистом, сторонницей Роберта Лафоллета. Она удочерила двух девочек и воспитывала их одна, ещё до того как в 1928 году вышла замуж за друга детства Уильяма Бриза. После смерти матери в 1923 году и отца в 1929 году Гейл начала интересоваться мистикой и теософией, что отразилось и на её творчестве. Её популярность упала, и критики отзывались о её поздних произведениях не столь благосклонно.
Зона Гейл умерла от пневмонии 27 декабря 1938 года.